# Diúlas
Diúlas (Dyulas, Dioulas) ou Julas (Juula) são um grupo étnico mandinga habitante de diversos países da África Ocidental, incluindo o Mali, Costa do Marfim, Gana, Burquina Fasso, e Guiné-Bissau.
Caracterizados como uma bem sucedida casta comerciante, migrantes diúla começaram a estabelecer comunidades comerciais através de vastas regiões durante o século XIV. Desde que os negócios eram muitas vezes realizados sob os governantes não-muçulmanos, os diúla desenvolveram um conjunto de princípios teológicos para minorias muçulmanas em sociedades não-muçulmanas. Sua inigualável contribuição ao comércio de longa distância, aprendizado islâmico e tolerância religiosa foram fatores significativos para a expansão pacífica do Islã na África Ocidental.

## Antecedentes Históricos
Os Mandés abraçaram o Islã durante o século XIII, após a introdução à fé por meio do contato com povos soninquês e comerciantes do Norte Africano. Pelo século XIV o Império do Mali (1230–1600) tinha atingido o seu apogeu, adquirindo uma grande reputação para a prática islâmica em seus tribunais e peregrinação de vários imperadores que seguiram a tradição de Lahilatul Kalabi, o primeiro príncipe negro a realizar a peregrinação, haje, para Meca.Foi nessa época que Mali começou a incentivar alguns de seus comerciantes locais a estabelecer colônias próximas às minas de ouro da África Ocidental. Esta classe negociação migrantes eram conhecidos como diúla, palavra mandinga que significa "comerciante".
Os diúlas espalhados por toda a área da cultura mandé, a partir da costa atlântica da Senegâmbia para ao Níger e, a partir da borda sul do Saara às zonas florestais mais ao sul . Eles estabeleceram municípios descentralizados em colônias não-muçulmanos que estavam ligados a uma extensa rede comercial, em que foi descrito pelo professor Philip D. Curtin como uma "diáspora de comércio". Motivado por imperativos de negócios, que se expandiu para novos mercados, fundando assentamentos sob os auspícios de vários governantes locais, que muitas vezes permitiam autogoverno e autonomia. A organização dos comercial dos diúlas foram baseadas numa estrutura de clã familiar conhecido como o lu - uma unidade de trabalho que consiste em um pai, seus filhos, e outros homens da mesma linhagem agnática. Membros de uma determinada lu dispersaram-se da savana para a floresta, conseguindo circulação de bens e informações, encomendas, e efetivamente controlavam os mecanismos econômicos de oferta e demanda.

### Tradição Suwariana
Ao longo do tempo, as colônias diúlas desenvolveram justificativas teológicas para suas relações com as classes dominantes não-muçulmanas. O homem creditado por formular este código de conduta é xeique Alhaji Salim Suari, um clérigo soninquê da área central do Mali, que viveu por volta de 1500. Ele fez haje para Meca por várias vezes e dedicou sua carreira intelectual para o desenvolvimento de uma compreensão da fé que iria ajudar na interação de minorias muçulmanas com povos pagãos. Ele legou de jurisas e teólogos d Norte Africano e do Médio Oriente que tinham refletido sobre a situação de muçulmanos que vivem entre maiorias não-muçulmanas, situações que eram freqüentes nos séculos da expansão islâmica.
Xeique Suwari formulou obrigações das minorias muçulmanas na África Ocidental em algo conhecido como a tradição Suwariana. Ele destacou a necessidade dos muçulmanos conviverem pacificamente com os incrédulos, e assim justifica a separação entre religião e política. A prescrição Suwariana para a coexistência pacífica envolveu sete preceitos principais: (a) os incrédulos são ignorantes, não perversos: (b) é o projeto de Deus que algumas pessoas continuem a ignorar mais do que outras: (c) os muçulmanos devem nutrir sua própria aprendizagem e piedade e, assim, fornecer bons exemplos para os não-muçulmanos ao redor deles, para que eles saibam como se comportar quando forem convertidos: (d) podem-se aceitar a jurisdição das autoridades não-muçulmanos, desde que o muçulmano tenha a proteção de seus direitos e as condições necessárias para a prática da fé de acordo com a Sunnah do Profeta. Neste ensinamento Suwari exigia uma forte predileção pela filosofia política islâmica do que qualquer governo, ainda que não-muçulmanos ou tirânicos:. (E) A jiade militar é um recurso somente empregado em auto-defesa, se os fiéis foram ameaçados (f ) Suwari não incentivava o dawah (proselitismo), em vez alegando que Deus iria trazer os não-muçulmanos para o Islã por Sua própria maneira, não era responsabilidade de um muçulmano para decidir quando a ignorância deve dar lugar à crença: (g) Os muçulmanos devem assegurar que, pelo seu compromisso com a educação e aprendizagem, eles mantêm a sua observância da lei livre de qualquer possível erro. Desde de que a prática islâmica diúla era capaz de acomodar alguns cultos tradicionais, os diúlas muitas vezes serviram como sacerdotes, advinhos e conselheiros de tribunais de governantes animistas.

## Expansão Comercial e Política
Como companheiros muçulmanos, comerciantes diúlas também foram capazes de lucrar com a valiosa rede de comércio transaariano, conduzida por árabes e berberes do Norte Africano que eles encontraram em centros comerciais de todo o Sael. Alguns bens comerciais importantes incluiu ouro, milho, escravos, nozes de cola do Sul, pérolas e búzios a partir do Norte (para uso como moeda). Foi sob o Mali que as grandes cidades da curva do Níger - incluindo Gao e Jené - prosperaram, com Timbuctu, em especial, se tornando conhecida em toda a Europa pela sua grande riqueza. Centros comerciais importantes no sul da África Ocidental desenvolveram na zona de transição entre a floresta e a savana; exemplos incluem Bego e Bono Manso (na atual Gana) e Bonducu (na atual Costa do Marfim). Rotas comerciais ocidentais continuaram a ser importantes, com Uadane, Ualata e Chingueti sendo os principais centros de comércio no que é hoje Mauritânia.

### Penetração nas Regiões Florestais ao Sul
O desenvolvimento dos diúlas no comércio em Gana e Costa do Marfim teve consequências políticas importantes e implicações militares, por vezes, também. Os diúlas lideraram a penetração mandinga das zonas florestais ao sul, estabelecendo rotas de caravanas e feitorias em pontos estratégicos em toda a região em rota para áreas produtoras de cola. Até o início do século XVI, comerciantes diúlas estavam sendo negociadas até o sul da costa da Gana moderna.
Nas florestas da margem norte, novos Estados surgiram como Bono e Banda. À medida que o valor econômico do ouro e da cola se tornaram apreciados, florestas do sul destes estados - que até então tinha sido pouco habitadas por causa de limitado potencial agrícola - tornaram-se mais densamente povoadas, e os mesmos princípios de mobilização política e militar começou a ser aplicado lá. Comunidades rurais tornaram-se tributários de grupos dominantes, com alguns membros tornando-se os clientes e os escravos necessários para apoiar as famílias reais, exércitos e empresas comerciais. Às vezes, essas mudanças políticas não eram a favor dos diúlas, que, por vezes, empregava guerreiros mandingas para proteger suas caravanas e, se necessário, poderia chamar de contingentes maiores dos reinos sudanesas.

### Estado Gonja
A presença diúla e mudanças no equilíbrio de poder ocasionaram convulsões políticas em alguns lugares. Entre as iniciativas mandingas políticas primordiais ao longo das rotas de comércio ao sul de Jené foi a criação do estado diúla de Reino de Gonja no início do século XVII. Isso foi aparentemente motivado por um agravamento geral da posição competitiva dos comerciantes diúlas, e foi ocasionada por três fatores: (1) um controle de quase monopólio na exportação de produtos alcançado pelos Akan reino de Bono, (2) a ascensão ao poder mais ao norte do Reino de Dagom, que controlava salinas locais, e (3) aumento da concorrência após a chegada na região de comerciantes rivais de longa distância a partir da terra dos Hauçás.
A reação dos diúlas na região de Bono-Banda-Gonja a estes desenvolvimentos foi erigir um reino próprio em Gonja - os comerciantes do Norte tiveram que atravessar para chegar nas florestas, situadas no que é hoje a moderna Gana. Em 1675, Gonja tinha estabelecido um chefe supremo chamado Yagbongwura, para controlar o reino. Mas Gonja não era uma terra fértil para se tentar manter um governo centralizado. Isso ocorre porque o poder Dagomba para o norte e poder Akan para o sul eram muito poderosos, assim, o novo reino declinou rapidamente em força.

### Império de Congue
Muitos dos postos de comércio estabelecidos pelos diúlas se tornaram aldeias mercantis ou cidades, como Congue hoje no nordeste da Costa do Marfim. Ele surgiu como um centro comercial quando os comerciantes do Mali começaram a ser negociadas no território que era habitado por pagãos senufôs e outros grupos Voltaicos. A prefeitura de Congue, na área de Congue para Dabacala, é dita por ser a área de "origem", onde os comerciantes diúlas se estabeleceram no século XII. A presença diúla na área Congue cresceu rapidamente no século XVII, como resultado do desenvolvimento do comércio entre os centros comerciais ao longo das margens do Níger e da região da floresta para o sul, que foi controlada pelas chefias baulés e pelos Axântis. Os diúlas trouxeram suas habilidades e conexões comerciais e transformaram Congue em um mercado internacional para o intercâmbio de bens do norte do deserto, como sal e pano, e as exportações florestais ao sul, como nozes de cola, ouro e escravos. A cidade também era um centro religioso que abrigava a comunidade acadêmica considerável de estudiosos muçulmanos, com palácios e mesquitas construídas no tradicional estilo sudano-saeliano. Como Congue cresceu próspero, seus primeiros governantes - do clã Taraweré , combinou tradições diúla e senufô e estendeu sua autoridade sobre a região circundante.
Por volta do século XVIII, os diúlas haviam se tornado muito poderosos na área e queriam livrar-se da subordinação aos chefes senufôs. Isto foi conseguido em uma revolta liderada por Secu Uatara, um guerreiro diúla que reivindicou descender da dinastia Queita e estudou o Alcorão e engajou-se no comércio antes de se tornar um guerreiro. Reunindo em torno de si todos diúlas na área, Secu Uatara facilmente derrotou as tribos locais e estabeleceu um Estado independente diúla em 1710, o primeiro de seu tipo na África Ocidental. Ele se estabeleceu como governante, e, sob a sua autoridade, a cidade cresceu de uma pequena cidade-estado para a capital do grande Império de Congue assegurando influência sobre grande parte da região. Os diúlas de Congue também mantiveram relações comerciais com os comerciantes europeus na costa atlântica, em torno do Golfo da Guiné, de quem facilmente obtinham produtos europeus valorizados, principalmente fuzis, pólvora e têxteis. A aquisição de armas permitiu a criação de uma milícia armada que protegiam as rotas de comércio passando pelo território de vários governantes menores. No decorrer do desenvolvimento de seu estado, Secu Uatara construiu um forte exército composto principalmente de grupos pagãos derrotados. A liderança do exército, eventualmente, desenvolveu-se uma nova classe de guerreiro, chamado sonangi, que foi gradualmente separado da classe comerciante diúla.

### Império de Uassulu

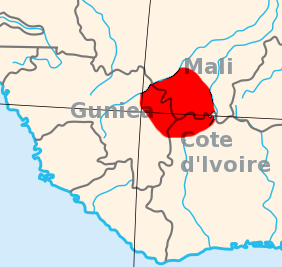
A Região Uassulu da África Ocidental

Os conquistadores Mandé do século XIX rotas comerciais frequentemente utilizados estabelecidas pelos diúlas. Na verdade, era a sua exploração da sua rede comercial que permitiu líder militar Samori Turé (1830-1900) a subir para uma posição dominante na região do Alto Níger. Um membro de uma família diúla de Sanancoro em Guiné, Samori conquistou e uniu estados diúlas durante a década de 1860. Ele ganhou o controle sobre o Vale do Rio Milo em 1871, tomou a vila de Kankan em 1881, e Uassulu tornou-se a principal potência titular no Níger superior. Em 1883, Samori trouxe sucesso a chefes locais sob seu controle, fundando oficialmente o reino de Uassulu.
Tendo estabelecido um império, ele adotou o título religioso de Almami em 1884 e recriou o reino do Mali. Este novo estado foi governado por Samori e um conselho de parentes e clientes que assumiram a gestão da chancelaria e do Tesouro, administrava a justiça, assuntos religiosos, e a política externa. Ao contrário de alguns de seus governantes contemporâneos, Samori não era um pregador religioso e Uassulu não era um estado reformista como tal. No entanto, ele usou o Islã para unificar a nação, promovendo a educação islâmica e baseando seu governo na xaria (lei islâmica). No entanto, o exército profissional de Samori foi a instituição essencial e a verdadeira força por trás de seu império. Ele importou cavalos e armas e modernizou o exército ao longo de linhas europeias.
Comerciantes diúlas nunca haviam desfrutado de tanta prosperidade como fizeram sob o governo do almani. Mesmo que eles não desempenhassem um papel central na criação do Estado, os diúlas apoiaram Samori porque ele ativamente encorajou o comércio e protegeu rotas comerciais, promovendo, assim, a livre circulação de pessoas e bens. Samori colocou a mais forte resistência à penetração colonial europeias na África Ocidental, habilmente defendeu seu povo contra os franceses e britânicos por 17 anos. O império muçulmano de Samori foi desfeito pelos franceses, que assumiram Sicasso em 1898, Samori foi enviado para o exílio, onde morreu em 1900.

## Cultura e sociedade diúlas

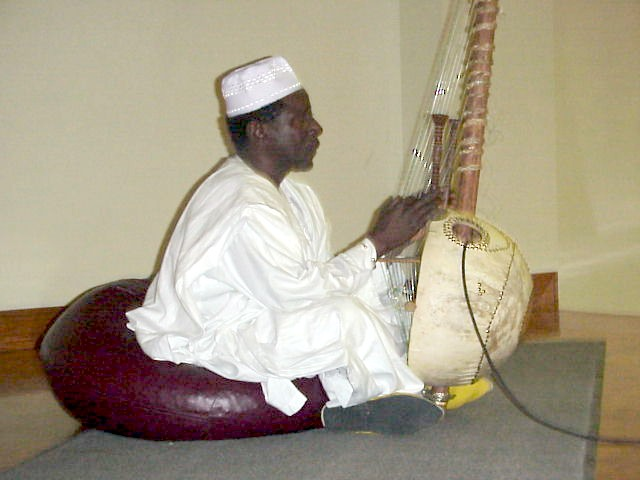
Mandinga Griô Alhaji Papa Susso tocando sons da tradição de Gambia em sua corá

A sociedade diúla é hierárquica ou castas de base, com nobreza e vassalos. Como muitos outros povos africanos, eles detinham escravos (jonow), que eram muitas vezes prisioneiros de guerra de terras ao redor do seu território. Descendentes dos antigos reis e generais tinham um status mais elevado do que os nômades e compatriotas mais assentados. Com o tempo, essa diferença foi erodindo-se, o que corresponde ao destino econômico dos grupos.
A estrutura tradicional social diúla está mais organizada em vários clãs familiares, grupos e filiação de clãs continuam a ser um aspecto dominante da identidade, tanto coletiva e individual. As pessoas são ferozmente leal a sua linhagem de clã, muitas vezes expressando sua história cultural e devoção através das tradições orais de dança e relatando contos ancestrais. Os diúlas são patrilineares e patriarcais, com os machos mais velhos possuindo mais poder e influência. Homens e mulheres geralmente residem em casas separadas feitas de barro ou cimento - homens que ocupam casas redondas e mulheres nas mais retangulares. O pai preside a família e heranças são passadas de pais para seus filhos. Os diúlas praticam poligamia e os jovens são frequentemente encorajados a se casar dentro de seu próprio clã.
Outra classe hereditária que foi concedida um status particularmente importante pela hierarquia social diúla foi ocupada pelo tuntigi , ou guerreiro. Os diúlas logo estavam acostumados a envolverem suas cidades com fortificações e pegar em armas, quando era considerado necessário, a fim de defender-se e manter o mais seguro fluxo de caravanas de comércio. Como resultado, eles se tornaram intimamente associada com a tuntigi; classe guerreira.

## Membros mais notáveis
- Alhaji Salim Suari
- Samori Turé (1830–1900)
- Maomé Mustafá Saganugu (d. 1776) - o imame de Bobo-Diulasso.
- Secu Uatara - o guerreiro diúla fundador de Congue.